# Angleterre aux Jeux du Commonwealth
L’Angleterre a participé à toutes les éditions des Jeux du Commonwealth depuis les premiers Jeux en 1930 au Canada. Le pays a accueilli les Jeux à deux reprises : en 1934 à Londres, et en 2002 à Manchester. L'Angleterre est l'une des principales puissances sportives du Commonwealth des Nations. Elle a terminé sept fois en tête du tableau des médailles, et se situe deuxième au classement général des médailles, derrière sa sempiternelle rivale : l'Australie.
Parmi leurs performances, les Anglais ont remporté dix fois le lancer de marteau (hommes), neuf fois le lancer de javelot (hommes), huit fois le lancer de poids (hommes), et huit fois le triple saut (hommes). Les Anglais ont été dix fois champions du double mixte en badminton, et huit fois du double chez les femmes.
L'Angleterre n'est pas un État souverain, mais une nation constitutive du Royaume-Uni. Néanmoins, chacune des quatre nations constitutives (Angleterre, Écosse, pays de Galles et Irlande du Nord) envoie sa propre délégation d'athlètes aux Jeux du Commonwealth. À l'inverse des Jeux olympiques, il n'y a donc pas de délégation britannique unifiée à ces Jeux. Les athlètes anglais concourent sous le drapeau anglais, et non pas sous le drapeau britannique. Depuis 2010, l'hymne national pour l'Angleterre aux Jeux est le chant patriotique Jerusalem ; auparavant, les médailles d'or anglaises étaient décernées au son de Land of Hope and Glory. (God Save the King étant l'hymne de l'ensemble du Royaume-Uni.),.

## Médailles
Résultats par Jeux :
| Année | Médaille d'or | Médaille d'argent | Médaille de bronze | Total | Rang |
| ----- | ------------- | ----------------- | ------------------ | ----- | ---- |
| 1930  | 25            | 23                | 13                 | 61    | 1er  |
| 1934  | 29            | 19                | 24                 | 72    | 1er  |
| 1938  | 15            | 15                | 10                 | 40    | 2e   |
| 1950  | 19            | 16                | 13                 | 48    | 2e   |
| 1954  | 23            | 24                | 20                 | 67    | 1er  |
| 1958  | 29            | 22                | 29                 | 80    | 1er  |
| 1962  | 28            | 22                | 27                 | 77    | 2e   |
| 1966  | 33            | 24                | 23                 | 80    | 1er  |
| 1970  | 27            | 25                | 32                 | 84    | 2e   |
| 1974  | 28            | 31                | 21                 | 80    | 2e   |
| 1978  | 27            | 27                | 33                 | 87    | 2e   |
| 1982  | 38            | 38                | 32                 | 108   | 2e   |
| 1986  | 52            | 43                | 49                 | 144   | 1er  |
| 1990  | 46            | 40                | 42                 | 128   | 2e   |
| 1994  | 30            | 45                | 51                 | 126   | 3e   |
| 1998  | 36            | 47                | 52                 | 135   | 2e   |
| 2002  | 53            | 51                | 60                 | 164   | 2e   |
| 2006  | 36            | 40                | 37                 | 113   | 2e   |
| 2010  | 37            | 60                | 45                 | 142   | 3e   |
| 2014  | 58            | 59                | 57                 | 174   | 1er  |
| Total | 668           | 671               | 670                | 2009  | 2e   |

Athlètes ayant remporté au moins cinq médailles d'or aux Jeux :
| Nom              | Médailles d'or | Jeux                   | Discipline | Épreuves                                                                                                   |
| ---------------- | -------------- | ---------------------- | ---------- | --- |
| Michael Gault    | neuf           | 1994, 1998, 2002, 2006 | Tir        | Pistolet libre individuel et en paire, pistolet à air individuel et en paire, pistolet standard individuel |
| Bill Hoskyns     | neuf           | 1958, 1966, 1970       | Escrime    | Epée individuel et par équipe, sabre individuel et par équipe, fleuret par équipe                          |
| Rene Paul        | sept           | 1950, 1954, 1958, 1962 | Escrime    | Fleuret individuel, fleuret par équipe, épée par équipe                                                    |
| Arnold Cooperman | sept           | 1954, 1958, 1962, 1966 | Escrime    | Fleuret par équipe, sabre par équipe, sabre individuel                                                     |
| David Bryant     | cinq           | 1962, 1970, 1974, 1978 | Boulingrin | Individuel, équipe (hommes)                                                                                |
| Gillian Clark    | cinq           | 1982, 1986, 1990, 1994 | Badminton  | Equipe mixte, double dames, double mixte                                                                   |
| Sally Gunnell    | cinq           | 1986, 1990, 1994       | Athlétisme | 100m haies, 400m haies, 4x400m relai                                                                       |
| Allan Jay        | cinq           | 1954, 1958, 1962, 1966 | Escrime    | Epée par équipe, fleuret par équipe, fleuret individuel                                                    |
| Anita Lonsbrough | cinq           | 1958, 1962             | Natation   | Brasse, medley relai, medley individuel                                                                    |
| Linda Ludgrove   | cinq           | 1962, 1966             | Natation   | Dos, medley relai                                                                                          |
| Helen Troke      | cinq           | 1982, 1986, 1990       | Badminton  | Individuel, équipe mixte                                                                                   |